# Adris de León
Adris Geraldo de León Jiménez (10 luglio 1984) è un cestista dominicano.

## Carriera
Con la Rep. Dominicana ha disputato i Campionati mondiali del 2014.